# Muntanyesa de la terna
La muntanyesa de la terna (Erebia triarius) és una espècie de lepidòpter papilionoïdeu de la família dels nimfàlids (Nymphalidae) present als Països Catalans.

## Distribució
S'estén per diversos massissos muntanyosos del centre i sud d'Europa, incloent el nord i centre de la península Ibèrica, Pirineus, Alps i Balcans. Absent de les principals illes mediterrànies. A Catalunya és una de les muntanyeses més esteses, amb presència als Pirineus, Prepirineus i Ports de Tortosa-Beseit.

## Descripció
Envergadura alar d'entre 36 i 47 mm. Sense dimorfisme sexual aparent. Anvers de color bru fosc amb una banda taronja a la part exterior que conté diversos ocels negres amb centre blanc. Revers de l'ala anterior semblant a l'anvers. Revers de l'ala posterior de color bru fosc, més clara a la meitat externa i amb una sèrie de petits punts negres amb centre blanc a la part exterior.

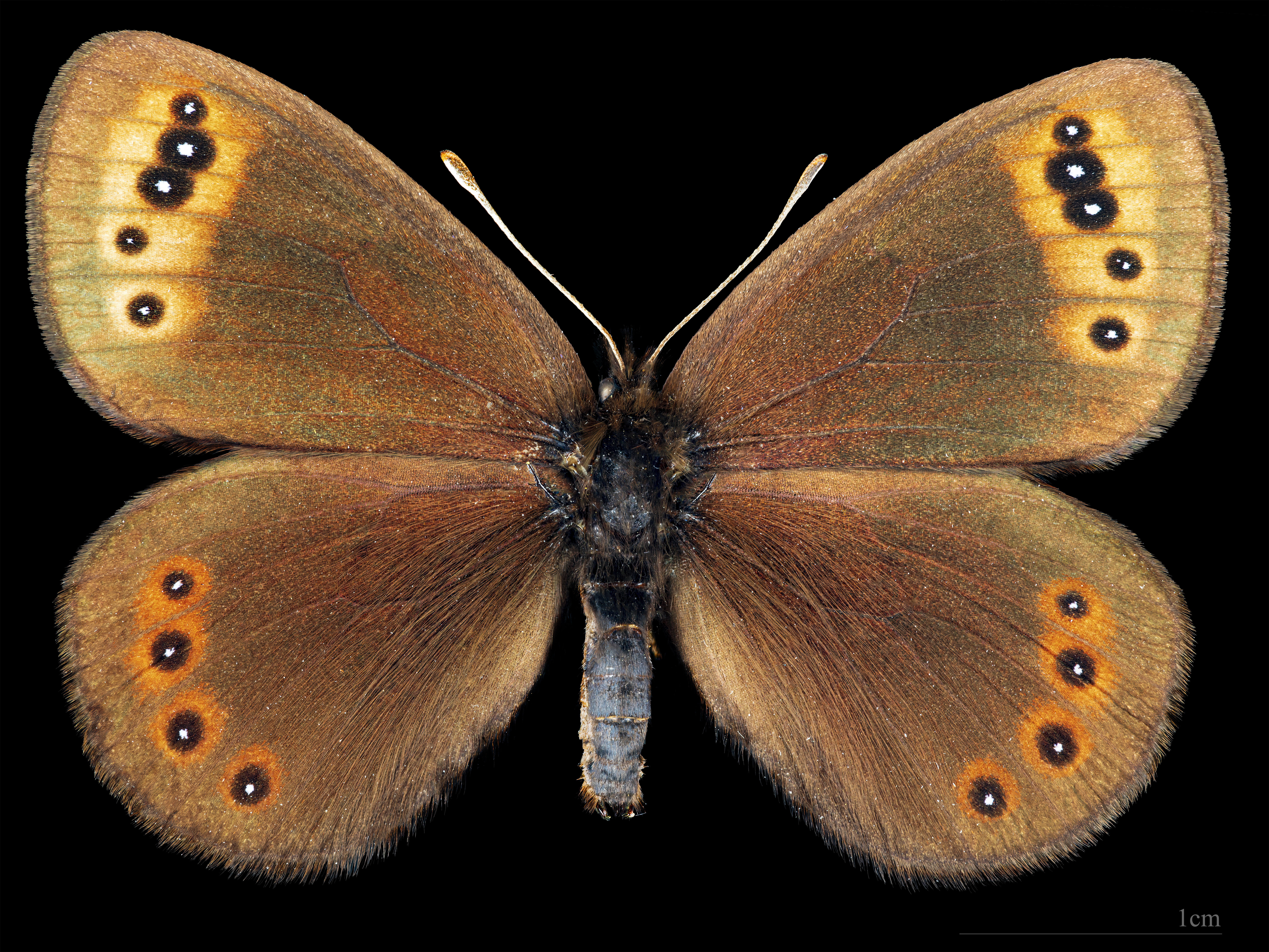
♂
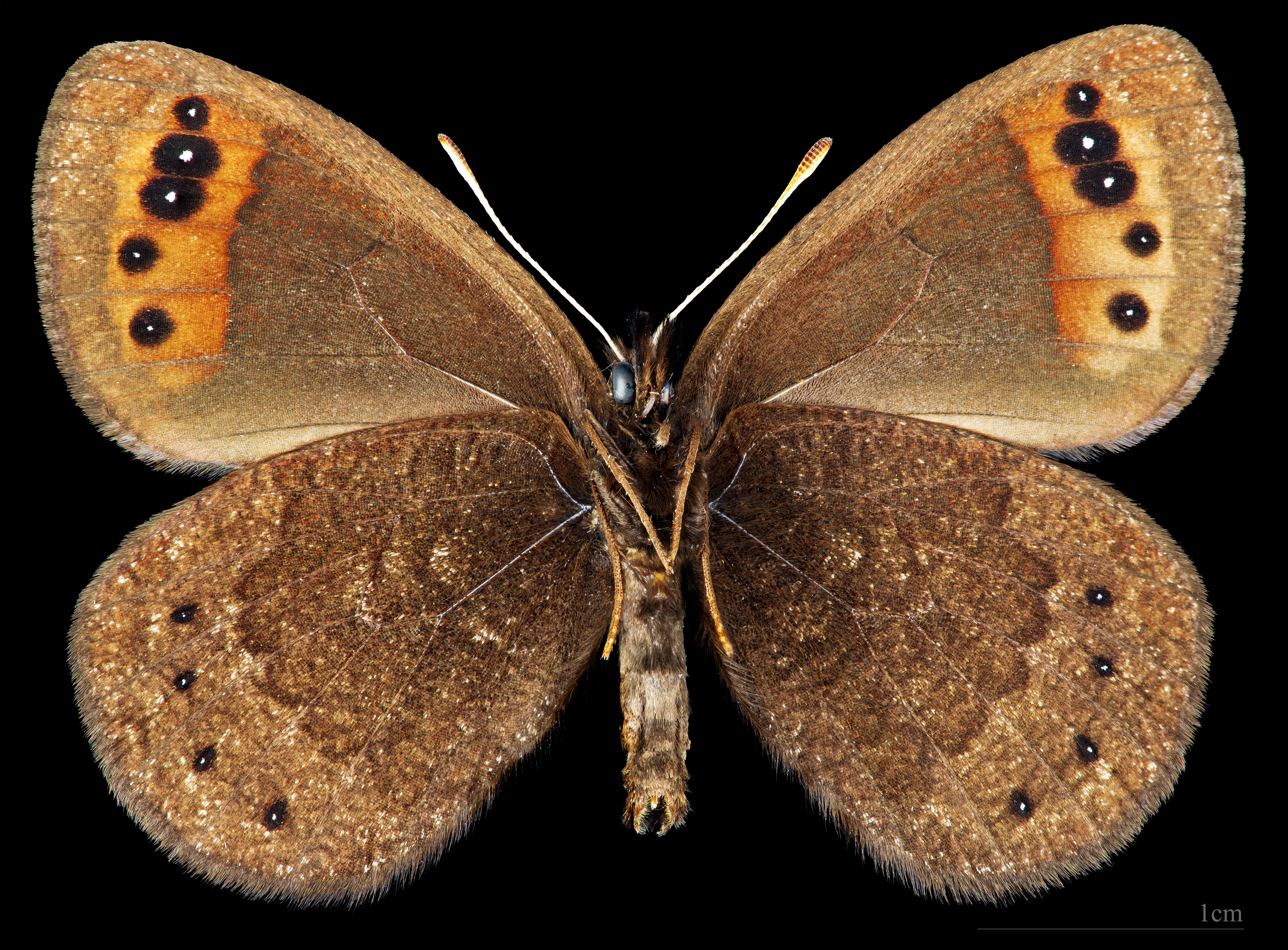
♂ △

## Hàbitat
Clarianes arbustives o herboses amb presència de roques tant en boscos caducifolis com de coníferes, i també ambients ruderals com marges de carretera i pistes forestals. Rang altitudinal des dels 400 m fins als 2500 m. L'eruga s'alimenta de diverses gramínies, com ara Festuca, Poa i Stipa.

## Període de vol i hibernació
Vola en una única generació entre mitjans d'abril i mitjans de juliol, segons l'any i l'altitud. Hiberna com a eruga.